# Payueta
Payueta (en euskera Pagoeta, oficialmente Payueta/Pagoeta) es un concejo del municipio de Peñacerrada, en la provincia de Álava, País Vasco (España).

## Historia
A mediados del siglo XIX, el lugar, ya por entonces parte del ayuntamiento de Peñacerrada, tenía contabilizada una población de 180 habitantes. La localidad aparece descrita en el duodécimo volumen del Diccionario geográfico-estadístico-histórico de España y sus posesiones de Ultramar de Pascual Madoz de la siguiente manera:

PAYUETA: l. del ayunt. de Peñacerrada, en la prov. de Alava (á Vitoria 4 leg.), part. jud. de Laguardia (3), aud. terr. de Búrgos, c. g. de las Provincias Vascongadas y dióc. de Calahorra (14): sit. en una pequeña altura dominada por otra muy elevada titulado los Payos; clima templado; reinan los vientos N. y S., y se padecen fiebres intermitentes y afecciones catarrales. Tiene 43 casas, inclusa la concejil que sirve de escuela, á la cual concurren alumnos de ambos sexos, y está dotada con 26 fan. de trigo; igl. parr. aneja de la de Peñacerrada, dedicada á San Juan Bautista y servida por 3 beneficiados del cabildo de la matriz; una ermita (San Roque), y para el surtido del vecindario una fuente dentro y varias fuera de la pobl., de aguas comunes y saludables. El térm. confina N. el condado de Treviño; E. Peñacerrada; S. Berganzo, y O. Moraca; comprendiendo dentro de su circunferencia el monte citado de los Payos al N., y al E. y S. lo de Tolonio y Argumal, todos estensos y poblados. El terreno es de calidad fértil, nace en él y corre en direccion S. un riach. que tiene 2 puentes y desagua en el Ebro. caminos: la carretera de Logroño á Vitoria, ademas de los locales: el correo se recibe de Haro por balijero los lunes, jueves y sábados. prod.: trigo, centeno, cebada y toda clase de semillas; cria de toda especie de ganado, y con preferencia caballar; caza de jabalies, lobos, zorros, liebres, palomas, perdices y codornices. ind.: ademas de la agricultura y ganaderia, hay un molino harinero. pobl.: 40 vec, 180 alm. riqueza y contr.: (V. Alava intendencia).
(Madoz, 1849, p. 724)

## Demografía
| Gráfica de evolución demográfica de Payueta entre 2000 y 2017 |
|                                                               |
| Población de derecho según los censos de población del INE.   |

## Cultura

### Patrimonio material

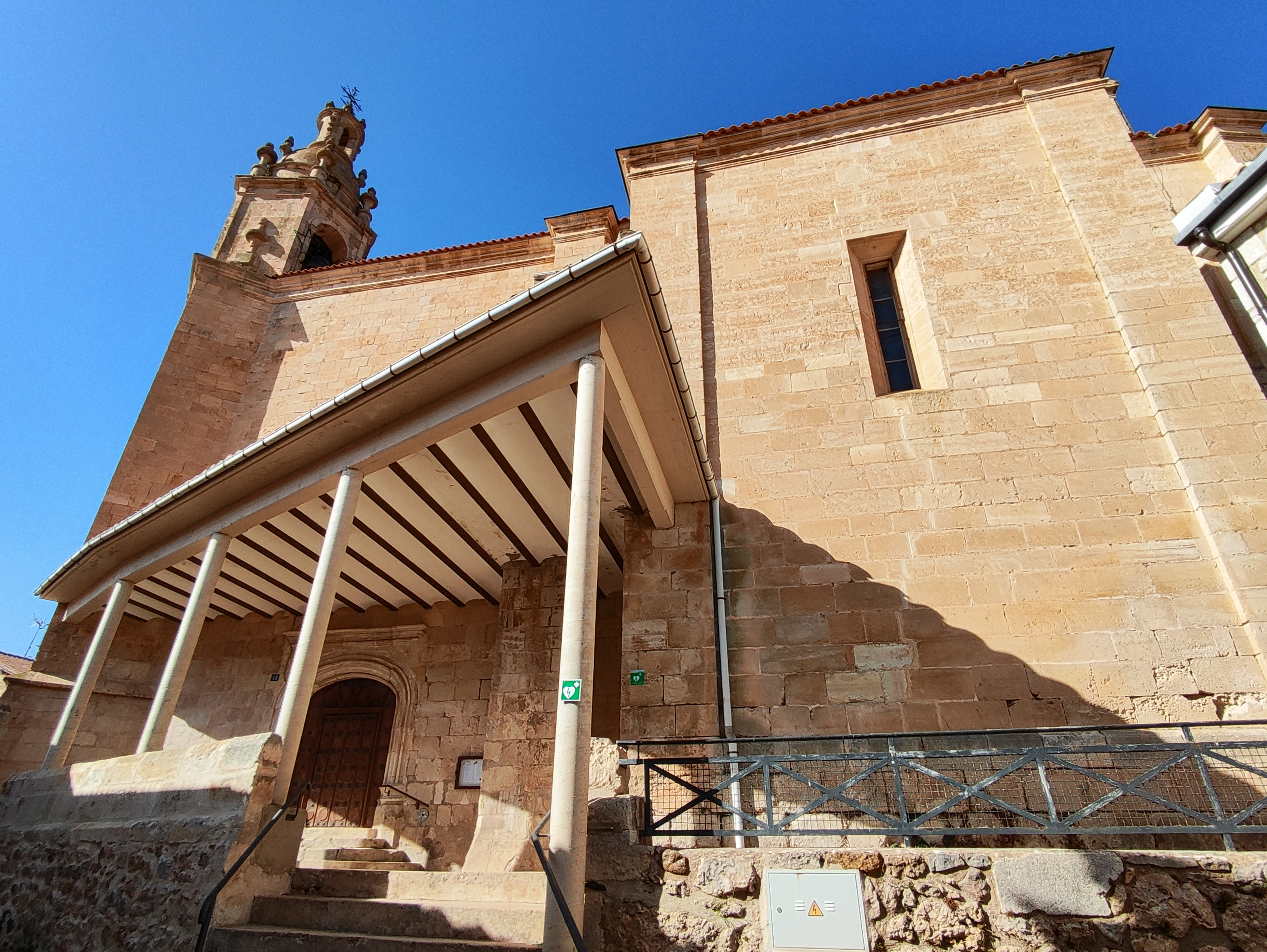
Iglesia de San Juan Bautista en Payueta-Pagoeta

- Iglesia de San Juan Bautista en Payueta-PagoetaIglesia de San Juan Bautista (Payueta). Construida en el siglo XVI,[1]y con planta de cruz latina, tiene una portada de arco escarzano moldurado y un ábside con bóveda de nervaduras radiales y relieves de San Juan Bautista. Su nave combina bóvedas estrelladas y de terceletes, con claves decoradas con anagramas y figuras religiosas. Destaca el retablo mayor barroco churrigueresco, con un sagrario-templete de tres cuerpos y una imagen central de San Juan Bautista, junto a retablos laterales barrocos. Se completa con un coro decorado con motivos vegetales y una torre hexagonal de piedra sillar, con cúpula ovoide y linterna.

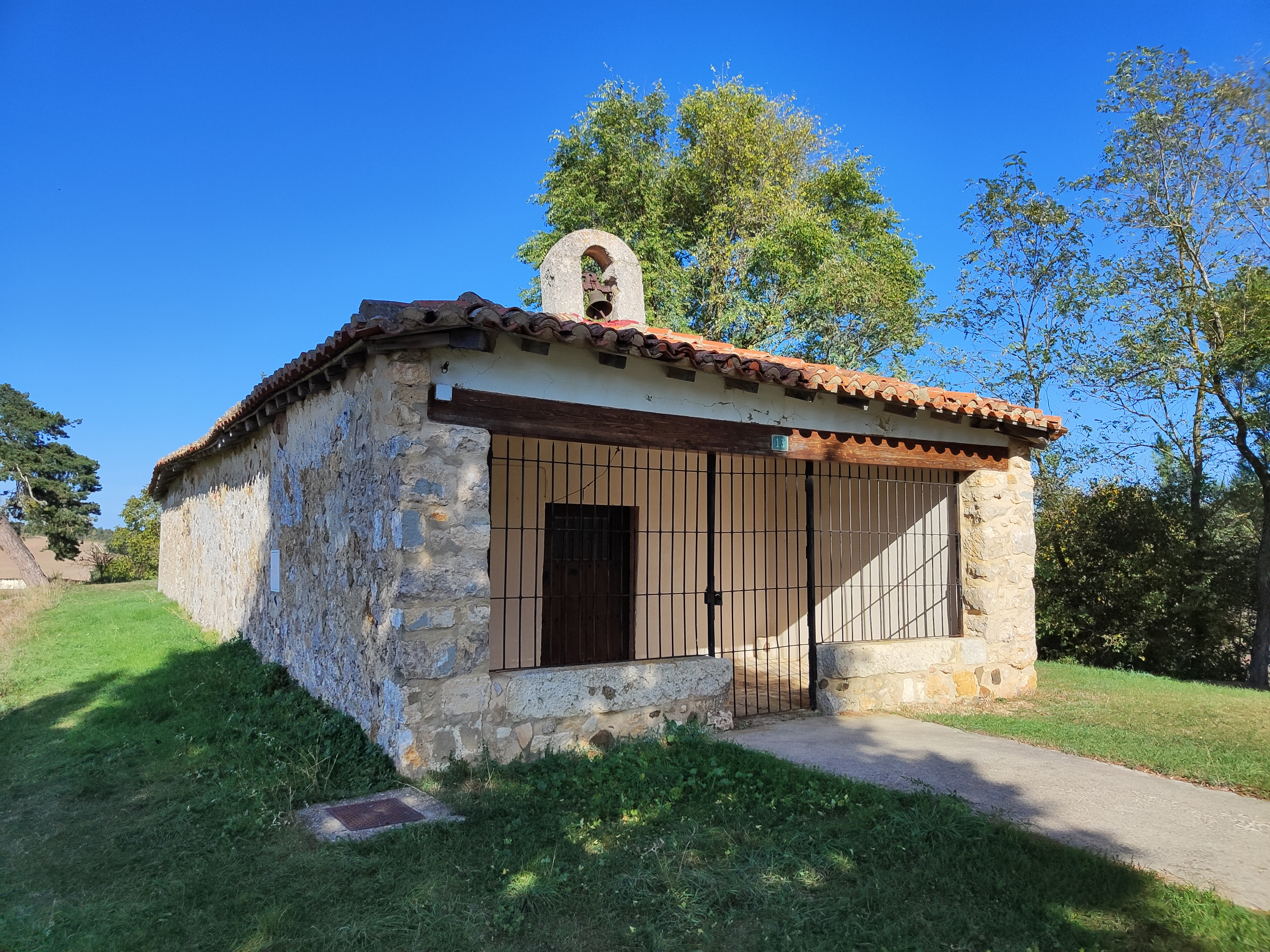
Ermita de San Roque en Payueta (Peñacerrada)

- Ermita de San Roque en Payueta (Peñacerrada)Ermita de San Roque. Aparece documentada por primera vez en 1556. Es una construcción sencilla y rústica, con muros de sillarejo, planta rectangular, cabecera recta orientada al norte y una cubierta a cuatro aguas de teja, destacando en su fachada una espadaña de madera con una sola campana. El interior cuenta con un arco toral apoyado en pilastras, una bóveda de arista sobre el altar y un retablo de madera policromada del siglo XVIII, con una imagen de San Roque como elemento central.[3]

- También cuenta con fuente, abrevadero y lavadero, construidos en 1618.[4][5]

Cuenta con varias fuentes, como la circular, al lado del juego de bolos cubierto. En la carretera que lleva de Payueta a Berganzo se encuentra el puente Cervera-Herrerias (1785).

### Patrimonio inmaterial
Se celebran el 15 de Agosto, en honor a la Asunción y San Roque.